# Теорема Грина — Тао
Теорема Грина — Тао — теоретико-числовое утверждение, доказанное Беном Грином и Теренсом Тао в 2004 году, согласно которому последовательность простых чисел содержит арифметические прогрессии произвольной длины. Другими словами, существуют арифметические прогрессии простых чисел, состоящие из k членов, где k может быть любым натуральным числом. Доказательство заключается в расширении теоремы Семереди.

## Формулировка
Хотя теорема Грина — Тао известна только доказательством самого факта присутствия сколько угодно длинных прогрессий в множестве простых чисел, однако имеются значительные усиления этого утверждения: во-первых, утверждение остаётся верным для произвольного множества простых чисел положительной плотности (относительно множества всех простых чисел); во-вторых, имеются отдельные верхние оценки того, насколько большими могут быть элементы минимальной прогрессии в рассматриваемом множестве.
Далее в формулировках {\displaystyle \mathbb {P} } означает множество простых чисел. Запись {\displaystyle \log _{[k]}x} означает {\displaystyle \log \log \dots \log x}, где логарифм берётся {\displaystyle k} раз.
| Теорема Грина — Тао Пусть {\displaystyle A} — множество простых чисел, и его плотность относительно простых {\displaystyle \delta _{\mathbb {P} }(A)=\lim \sup _{N\to \infty }{\frac {\|A\cap \{1,\dots ,N\}\|}{\|\mathbb {P} \cap \{1,\dots ,N\}\|}}} строго положительна. Тогда для любого {\displaystyle k\geqslant 2} множество {\displaystyle A} содержит арифметическую прогрессию длины {\displaystyle k}. |

В своей отдельной более ранней работе Грин доказал результат, касающийся функции распределения множества {\displaystyle A}, но только для частного случая трёхчленной прогрессии.
| Существует константа {\displaystyle c} такая, что если для множества простых чисел {\displaystyle A\subset \{1,\dots ,N\}} выполнено {\displaystyle \|A\|>c{\frac {N{\sqrt {\log _{[5]}N}}}{\log {N}{\sqrt {\log _{[4]}N}}}}}, то оно содержит трёхчленную арифметическую прогрессию. |

Поскольку требуемая функция асимптотически меньше количества простых чисел на отрезке {\displaystyle [1,n]}, то теорема остаётся верна для бесконечных множеств положительной плотности, когда {\displaystyle |A\cap \{1,\dots ,N\}|>\delta {\frac {N}{\log N}}}, {\displaystyle \delta >0}. Таким образом, можно переформулировать последнюю теорему для фиксированной плотности.
| Существует константа {\displaystyle c} такая, что для любого множества простых чисел {\displaystyle A\subset \{1,\dots ,N\}} и его плотности {\displaystyle \delta ={\frac {\|A\cap \{1,\dots ,N\}\|}{\|\mathbb {P} \cap \{1,\dots ,N\}\|}}} будет выполнено следствие: если {\displaystyle N\geqslant e^{e^{e^{\left(\left(c/\delta ^{2}\right)^{c/\delta ^{2}}\right)}}}}, то {\displaystyle A} содержит трёхчленную арифметическую прогрессию. |

## Примеры
- 18 января 2007 года Ярослав Вроблевский нашёл первый случай арифметической прогрессии из 24 простых чисел[4]:
468 395 662 504 823 + 205 619 · 223 092 870 · n, от n = 0 до 23.

Здесь константа 223 092 870 — это произведение простых чисел, не больших 23 (см. примориал).
- 17 мая 2008 года Вроблевский и Раанан Чермони нашли последовательность из 25 простых чисел:
6 171 054 912 832 631 + 366 384 · 223 092 870 · n, от n = 0 до 24.
- 12 апреля 2010 года Бенуа Перишон, пользуясь программой Вроблевского и Джефа Рейнолдса в проекте распределённых вычислений PrimeGrid, нашёл арифметическую прогрессию из 26 простых чисел:
43 142 746 595 714 191 + 23 681 770 · 223 092 870 · n, от n = 0 до 25 (последовательность A204189 в OEIS).

## Вариации и обобщения
В 2006 году Тао и Тамар Циглер обобщили результат до полиномиальных прогрессий. Более точно, для любых заданных полиномов с целыми коэффициентами P1, …, Pk одной переменной m с нулевым постоянным членом имеется бесконечно много целых x, m, таких, что x + P1(m), …, x + Pk(m) — простые числа. Специальный случай, когда полиномы — это m, 2m, …, km, влечёт за собой предыдущий результат (имеются арифметические прогрессии простых чисел длины k).